# Repräsentative Demokratie

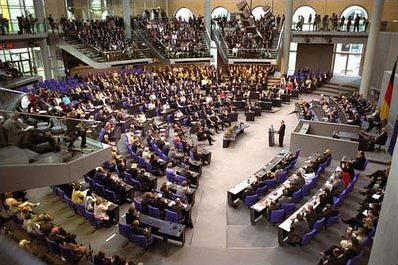
Die im Parlament versammelten Volksvertreter repräsentieren das Wahlvolk. (Hier: Sitzung des 15. Deutschen Bundestages am 23. Mai 2003)

Die Repräsentative Demokratie ist eine Herrschaftsform, in der politische Entscheidungen im Gegensatz zur Direkten Demokratie nicht unmittelbar durch das Volk selbst getroffen werden, sondern durch gewählte Repräsentanten. Seit Erfindung dieser Herrschaftsform ist das zentrale Element stets die Wahl der eigenen Regierung.
Die Regierenden werden meist in regelmäßigen Abständen gewählt (Legislaturperioden), dazwischen bleiben diese weitestgehend unabhängig von einer Kontrolle durch die Regierten, ohne imperatives Mandat. Die Entscheidungen der Regierung unterliegen aber der Überprüfung durch die Feuerprobe der öffentlichen Debatte, bspw. in Hinsicht auf abgegebene Wahlversprechen, mit dem Machtmittel für die Bevölkerung, die Regierung bei der nächsten Wahl nicht wiederzuwählen. In manchen Systemen ist statt regelmäßiger Wahlen aber auch eine ständige Abwahl möglich, bspw. in der Rätedemokratie.
Ab dem 18. Jahrhundert wurde die Repräsentative Demokratie auch als Wahlaristokratie bezeichnet, da durch die Methode der Wahl viele Menschen von der aktiven Repräsentation ausgeschlossen werden. Dieses System ist eine Form der indirekten Demokratie oder mittelbaren Demokratie. Sofern die Volksvertretung ein Parlament ist, nennt man das System auch parlamentarische Demokratie. Davon zu unterscheiden ist das parlamentarische Regierungssystem.

## Repräsentation

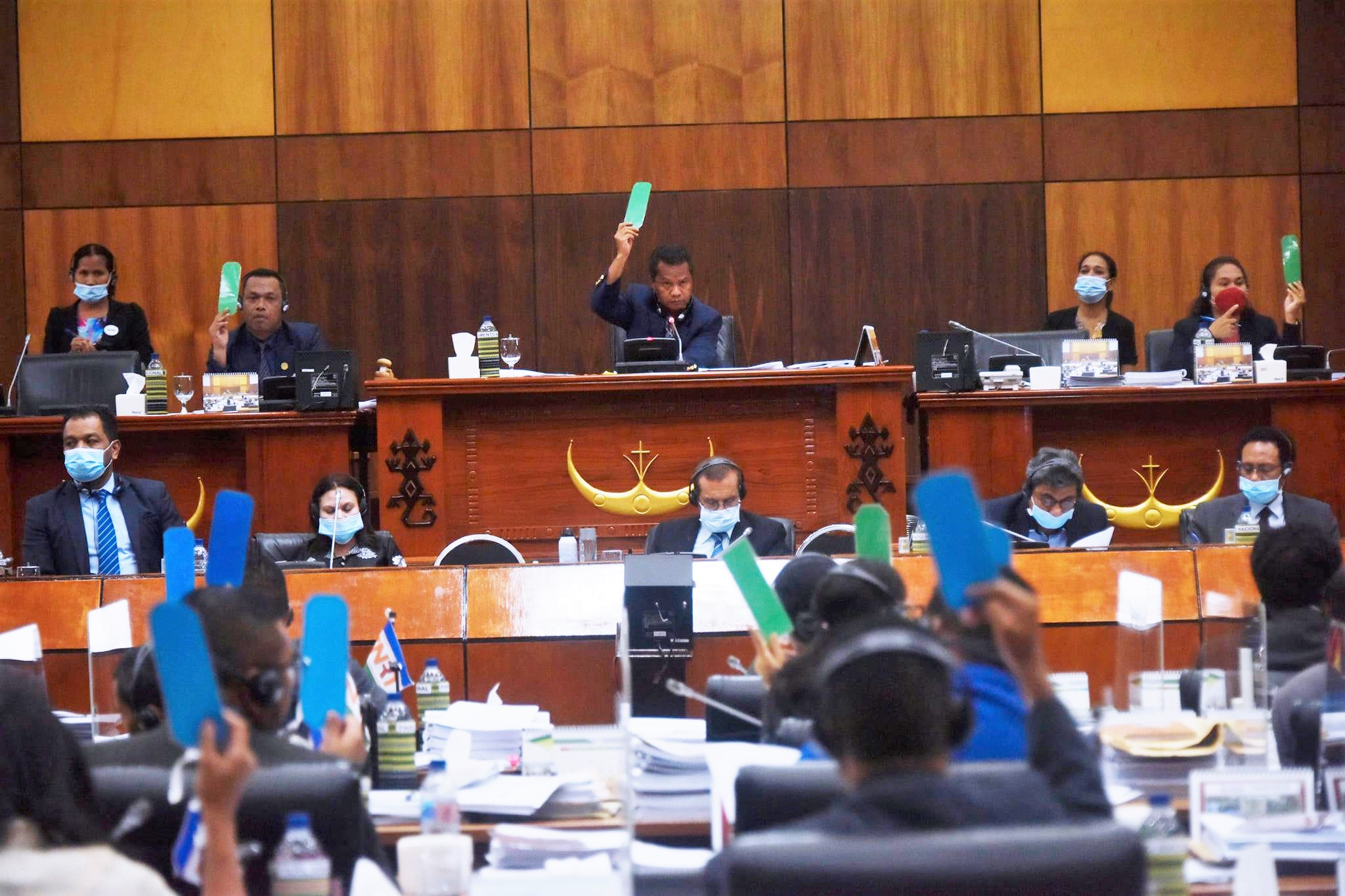
Abstimmung über den Staatshaushalt im Nationalparlament Osttimors (2020)

Die vom Volk gewählten Volksvertreter – und nur sie – repräsentieren das Volk. Sie leiten ihre Legitimation von der Wahl durch das Wahlvolk ab, den wahlberechtigten Bürgern, von denen als Souverän die Staatsgewalt ausgeht. Gewählte Repräsentanten üben die Staatsgewalt somit mittelbar aus. Zur Ausübung des ihnen erteilten Mandats, treten sie in Versammlungen von Repräsentanten (zum Beispiel Parlamenten) zusammen oder übernehmen mit besonderen Machtbefugnissen ausgestattete Ämter. Der ganz überwiegende Teil der politischen Entscheidungen wird in der repräsentativen Demokratie durch diese Gewählten getroffen. Die repräsentative Demokratie ist das Gegenstück zur direkten Demokratie, bei der das Staatsvolk die grundlegenden politischen Entscheidungen selbst unmittelbar in Abstimmungen trifft. Allerdings verfügen auch repräsentative Demokratien oftmals über direktdemokratische Elemente, mit denen Entscheidungen unmittelbar durch das Stimmvolk in Plebisziten getroffen.
Nun ist „das Volk“ aber keine Einzelinstanz mit einem freien und gleich gerichteten oder gar homogenen Willen, sondern eine große Anzahl von gleichberechtigten Individuen, von denen jedes seinen eigenen Willen hat. Aufgabe demokratischer Systeme ist es also, sich so zu organisieren, dass dabei die Einzelinteressen ausgeglichen werden und sich die Entscheidungen nach einem mutmaßlichen Gesamtwillen richten.
Da in der Praxis das Staatsvolk jedoch nicht über jedes Detail des politischen Tagesgeschäftes entscheiden kann, haben sich alle bestehenden Demokratien dergestalt organisiert, dass – meist auf mehreren Ebenen wie Gemeinde, Land, Staat etc. gestaffelt – Einzelentscheidungen an gewählte Volksvertreter delegiert werden. Das Volk gibt dann in Wahlen durch Personalentscheidungen die „grobe Linie“ vor, an der sich die gewählten Vertreter idealerweise orientieren, da davon ihre Wiederwahl abhängt. Diese Vertreter sollen als Repräsentanten der Wählerschaft agieren, von der sie gewählt wurden und deren Interessen und Ziele sie in den entsprechenden Gremien im Interesse ihrer Wähler durchsetzen sollen. Insofern ist die repräsentative Demokratie eine Ausprägung von Arbeitsteilung infolge wachsender Sachentscheidungskomplexität.
Der Einfluss, den das Volk als Souverän während der Amtszeit der gewählten Vertreter auf diese behält, unterscheidet sich in den jeweiligen Demokratieformen. In manchen Systemen wie in der Schweiz behält das Volk ein Vetorecht gegenüber den Entscheidungen der Volksvertreter, in anderen besteht lediglich ein Petitionsrecht, wieder andere beschränken sich auf das Wahlrecht für die Volksvertretung. Es gibt auch die Forderung nach einer Umsetzung von radikaldemokratischen Systemen, die ohne Volksvertreter auskommen sollen oder das Repräsentationsprinzip verachten (beispielsweise in der partizipatorischen Demokratie).
Die parlamentarische Demokratie beruht auf den obigen Grundsätzen und leitet sich vom Parlamentarismus ab, wobei das Prinzip der politischen Repräsentation den Gedanken der Herrschaft als eine Form der institutionalisierten Machtausübung umschreibt. Die wichtigsten politischen Entscheidungen werden durch ein aus freier Volkswahl hervorgegangenes und somit demokratisch legitimiertes Parlament getroffen.
Dem Parlament obliegt auch die Gesetzgebung (legislative Gewalt). Die Regierung kann als Verordnungsgeber nur eine vom Parlament abgeleitete legislative Gewalt ausüben.
Vor allem eine parlamentarische Demokratie ist grundsätzlich auf Öffentlichkeit angelegt. Das Parlament debattiert und entscheidet vor dem Volk; sein Plenum tagt stets öffentlich. Die Abgeordneten in einer parlamentarischen Demokratie vertreten das Volk und sind in der Wahrnehmung dieses Auftrages frei, nicht an Aufträge gebunden (freies Mandat). Vielmehr sind sie nur ihrem Gewissen verpflichtet und können wegen ihrer Entscheidungen von den Wählern nur durch Nicht-Wiederwahl, nicht durch Abberufung zur Verantwortung gezogen werden, wie das in einer Rätedemokratie möglich ist.
Die Regierten dürfen in einer Demokratie stets weiter ihre Meinungen und politischen Wünsche äußern, ohne zum Ziel der Kontrolle durch die Regierung zu werden.

## Funktionsweise in der Parteiendemokratie
Aus der Mandatsverteilung der Parteien, die sich aus den Wählerstimmen und dem Wahlrecht ergibt, resultieren die Machtverhältnisse im Parlament. Nach den Wahlen bildet sich eine Regierung.
Die Entscheidungsmöglichkeit des Volkes beschränkt sich auf die Auswahl der Volksvertreter (beim Personenwahlrecht, die Spitzenkandidaten und Wahllisten werden von den Parteien selbst auf Parteitagen bestimmt) und damit die Abwahl einer Regierung zum Wahltermin. In der plebiszitären Demokratie – üblicherweise als „direkte Demokratie“ bezeichnet – kann das Wahlvolk auch während einer Legislaturperiode eigene politische Richtungsentscheidungen unmittelbar treffen, etwa in Form von Volksabstimmungen. Im Gegensatz dazu steht die Extremform der direkten Demokratie, in der das Volk nahezu alle Entscheidungen jederzeit unmittelbar treffen kann und muss.

## Wertung
Aristoteles sah in seiner Staatsformenlehre im Werk Πολιτικά (Politik) aus den Jahren 345 bis 325 v. Chr. eine reine Demokratie nur gegeben, wenn die Ämter alle durch Los besetzt wurden:
«λέγω δ᾽ οἷον δοκεῖ δημοκρατικὸν μὲν εἶναι τὸ κληρωτὰς εἶναι τὰς ἀρχάς, τὸ δ᾽ αἱρετὰς ὀλιγαρχικόν»
„Es gilt z. B. für demokratisch, daß die Staatsämter durchs Los, für oligarchisch, daß sie durch Wahl besetzt werden“
Wurden sie dagegen durch Abstimmung oder Wahl besetzt, betrachtete er die Staatsform als Oligarchie.

### Vorteile der repräsentativen Demokratie
Die repräsentative Form der demokratischen Willensbildung soll der Strukturierung und Rationalität der Entscheidungsfindung dienen. Nadia Urbinati hebt hervor, wie das Prinzip der Repräsentation durch eine räumliche und zeitliche Trennung zwischen dem Austausch von Argumenten und der tatsächlichen Entscheidung demokratische Politik positiv beeinflusse. Zudem stelle insbesondere die proportionale Repräsentation sicher, dass Minderheiten im politischen Prozess Gehör fänden und berücksichtigt würden. Die repräsentative Demokratie steigere so die Qualität demokratischer Deliberation.
Entscheidungsfindung in repräsentativen System kann zudem schneller und preisgünstiger als eine Entscheidung durch Volksabstimmung geschehen, die viel Zeit und Geld in Anspruch nimmt. Zudem führen die Befürworter repräsentativer Entscheidungen an, dass die Repräsentanten sich auf ihre politische Arbeit konzentrieren können und dadurch der politische Entscheidungsprozess professionalisiert wird. Ferner kann für komplexe Sachverhalte, etwa zur Steuer- und Sozialgesetzgebung, Expertenwissen genutzt werden, über das nicht jeder Bürger verfügt.
Repräsentative Systeme gelten nicht zuletzt als weniger anfällig für Demagogie, Opportunismus, Populismus und „Volkszorn“. Als Beispiel führen die Befürworter repräsentativer Systeme an, dass etwa kurz nach grausamen Mordfällen bei Umfragen die Zustimmung zur Todesstrafe rapide zunimmt.

### Nachteile der repräsentativen Demokratie

#### Interessen des Volkes können übergangen werden
Die repräsentative Demokratie konzentriert die politische Macht in den Händen einer potentiellen Oligarchie, was die Wahrscheinlichkeit von Korruption und Lobbyismus erhöht. Da das Volk die tatsächliche Regierungsgewalt mit den Wahlen vollständig an seine gewählten Vertreter abtritt, hat es auf gesetzlicher Ebene keine Möglichkeiten mehr zur Einflussnahme auf politische Entscheidungen seiner Vertreter. So besteht die Gefahr, dass Wählerstimmen mit Wahlversprechen geworben, diese jedoch nicht gehalten werden und letztlich zu Gunsten von Einzelinteressen an den Interessen des Volkes vorbeiregiert wird. Die These, dass Führungsgruppen auch in demokratischen Strukturen mit der Zeit zunehmend eigene Interessen verfolgen, wurde von Mosca, Ostrogorskii und Bryce vertreten und von Michels im „Ehernen Gesetz der Oligarchie“ formuliert.
In einer Abwandlung dieses Arguments werden nicht die Interessen des ganzen Volkes übergangen, sondern lediglich die von bestimmten Bevölkerungsgruppen. So besteht die Gefahr, dass die Interessen und Sichtweisen verschiedener Bevölkerungsteile unterschiedlich stark von den gewählten Repräsentanten 'gehört' werden. Dass dies tatsächlich geschieht, konnten Studien sowohl für die USA als auch für Deutschland belegen. In den genannten Fällen berücksichtigte das US-Repräsentantenhaus beziehungsweise der Deutsche Bundestag die Interessen von Menschen mit hohem Einkommen wesentlich häufiger in ihren Gesetzgebungen, als die der ärmeren Teile der Bevölkerung.

#### Abhängigkeit von Abgeordneten innerhalb der Politik
Kritiker führen in Form von parlamentarischen Regierungssystemen, sofern sie auf einem Verhältniswahlrecht beruhen, den Fraktionszwang an. Die Regierung kann mit Neuwahlen drohen oder abweichendes Verhalten mit aussichtslosen Listenplätzen bestrafen. Diese Mechanismen begrenzen das freie Mandat des Abgeordneten.

#### Beeinflussbarkeit von Abgeordneten von außerhalb der Politik
Ferner wird die mangelnde Einflussnahme der Stimmbürger auf Sachthemen beklagt und auf die Gefahr hingewiesen, dass die Volksvertreter zu sehr entfernt von den Auffassungen der Bevölkerung leben würden, ohne in den meisten Fällen tatsächlich durch ihr Gewissen zu abweichenden Ansichten und einem den Willen ihrer Wähler missachtenden Abstimmungsverhalten veranlasst worden zu sein. Stattdessen seien Abgeordnete oft von Einzelinteressen sowie Interessengruppen beeinflusst, da es einfacher sei, eine Gruppe von Abgeordneten zu beeinflussen als eine breite Masse von Stimmberechtigten. Die politischen Affären zu Parteispenden der letzten Jahre in Deutschland, die Flick-Affäre und CDU-Spendenaffäre, werden als Beispiele angeführt. Insbesondere große, systemrelevante oder finanzstarke Sektoren könnten die Politik stärker beeinflussen als kleinere Verbraucher- oder Bürgerinitiativen.

#### Keine Immunität gegen Populismus
Gegen die These, Abgeordnete seien angeblich weniger anfällig für Populismus als die Bevölkerung, wenden Kritiker ein, dass dieser Sachverhalt nicht notwendigerweise zutreffen müsse, was man an populistischen Wahlkämpfen und populistisch auftretenden gewählten Volksvertretern erkennen könne.

## Bedeutung in der Praxis
Eine rein repräsentative Demokratie gibt es nur sehr selten. Häufiger sind Formen, bei denen repräsentative und direktdemokratische Elemente gemischt sind. Eine dieser Ausprägungen ist die plebiszitäre Demokratie, sie ist die am häufigsten vorkommende Demokratieform. Eine weitere Mischform ist die Rätedemokratie.
Die Bundesrepublik Deutschland, die Vereinigten Staaten von Amerika und das Vereinigte Königreich Großbritannien und Nordirland sind repräsentative Demokratien.